# Hans Erik Ødegaard
Pour les articles homonymes, voir Odegaard.
Hans Erik Ødegaard est un footballeur norvégien né le 20 janvier 1974 désormais entraîneur.
Durant sa carrière professionnelle, il a joué en tant que milieu de terrain à Strømsgodset IF entre 1993 et 2003, jouant un total de 241 matchs pour 52 buts marqués. Il joua par la suite pour Sandejord de 2004 à 2007, jouant cette fois-ci 75 matchs et marquant 22 buts. Il arrêta sa carrière en 2007, à 33 ans. Durant ses quatorze saisons dans les deux clubs norvégiens, il joua dans la Tippeligaen (D1) et la Adeccoligaen (D2).
Il est le père du footballeur Martin Ødegaard.